# Stufengrotte
Die Stufengrotte bei Deutschfeistritz befindet sich in 442 m ü. A. im Kugelstein nördlich des Hauptortes von Deutschfeistritz, Steiermark in Österreich.

## Lage
Die Stufengrotte befindet sich am östlichen Hang des Kugelsteins südlich der Kugelsteinhöhle I. Der Zugang zur Höhle befindet sich in einer kleinen Felswand.

## Beschreibung
Die rund 35 Meter lange Stufengrotte hat einen 3,5 Meter breiten und 1 Meter hohen Eingang. Ein etwa 7 Meter langer Gang mit Zwischendecke wurde bei Grabungen des Joanneums freigelegt und führt zur 9 Meter langen, 5 Meter breiten und 4 Meter hohen Halle der Höhle. Die Halle befindet sich vermutlich an der Kreuzung mit einer in nordwestliche Richtung streichender Kluft und die Sohle  wird durch die Gesteinsschichtung vorgegeben. Im Südwesten schließt ein etwa 5 Meter langer, steil abfallender Gang an die Halle an.
Der Höhlenboden besteht aus Höhlenlehm mit sandigen Ablagerungen.